# Cosa brasiliensis
Cosa brasiliensis är en musselart som beskrevs av Miguel Angel Klappenbach 1966. Cosa brasiliensis ingår i släktet Cosa och familjen Philobryidae. Inga underarter finns listade i Catalogue of Life.